# St. Wolfgang (Essenbach)

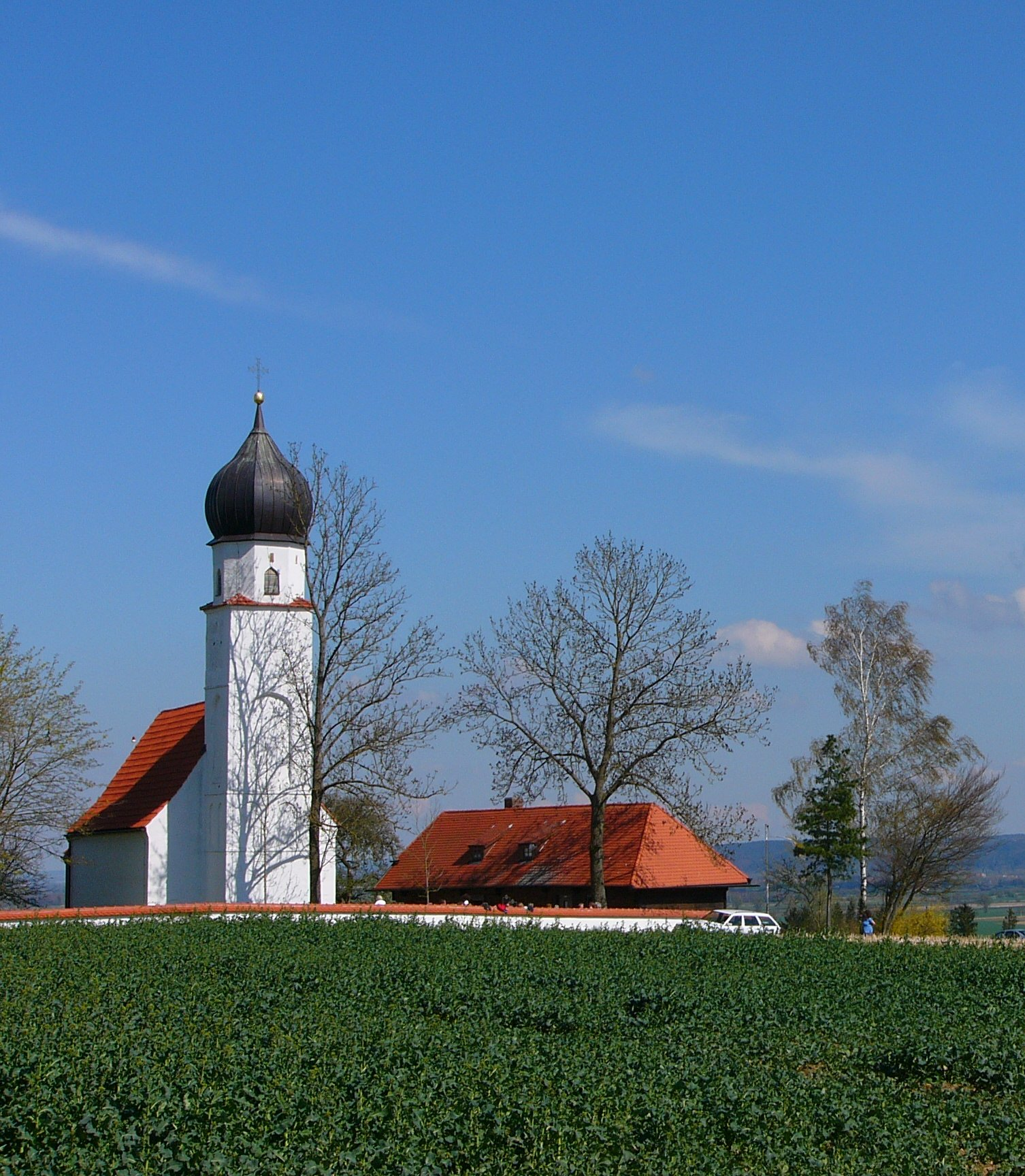
Sankt Wolfgang mit Wallfahrtskirche und -klause

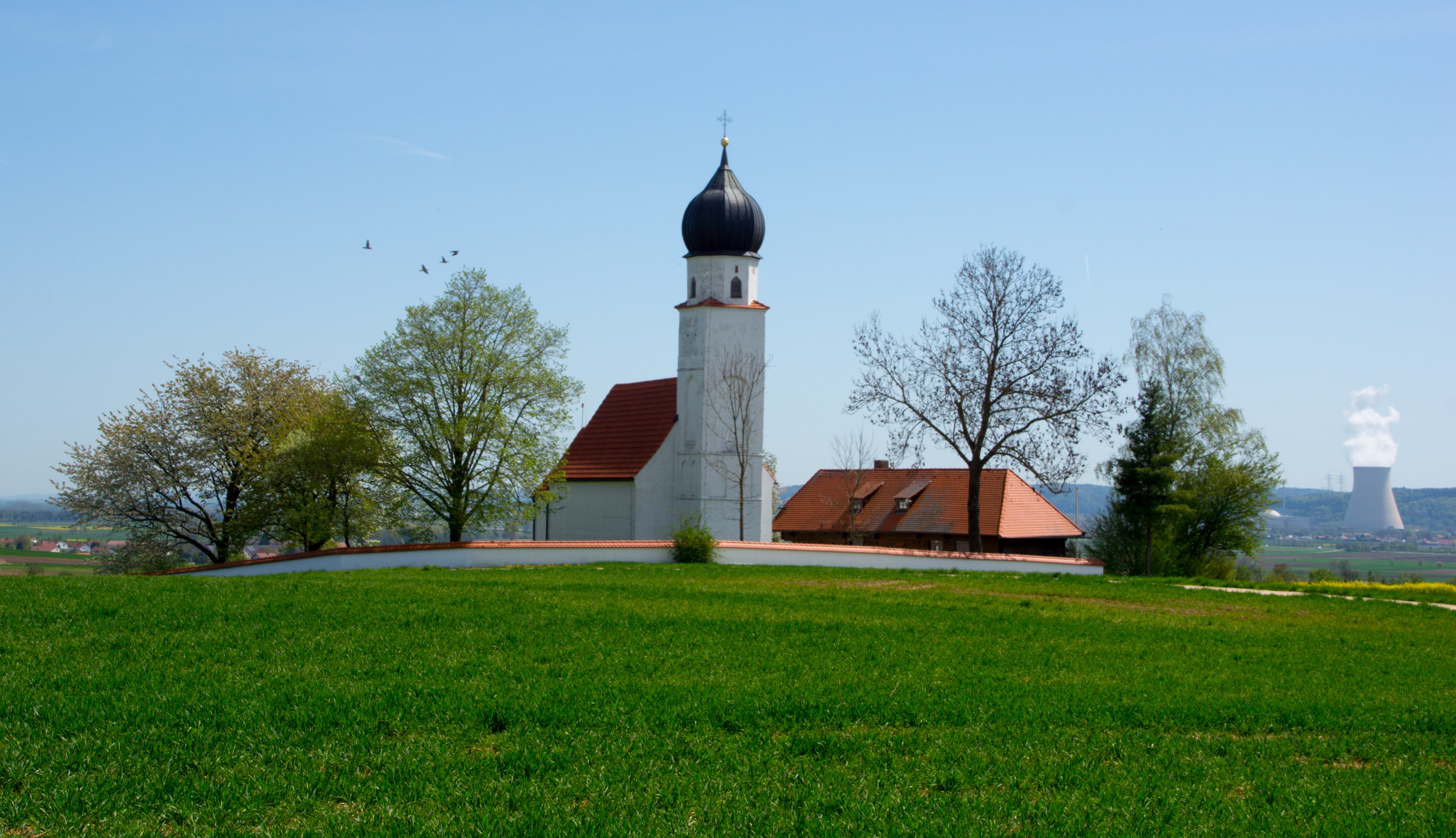
Sankt Wolfgang mit Blick ins Isartal, im Hintergrund der Kühlturm des Kernkraftwerks Isar 2

Die Wallfahrtskirche St. Wolfgang liegt auf freiem Feld auf einer Anhöhe, dem Sankt-Wolfgangs-Berg, nördlich des Isartals in der Nähe von Essenbach im niederbayerischen Landkreis Landshut. Kirchenpatron ist der heilige Wolfgang (Gedenktag: 31. Oktober), zugleich Patron des Bistums Regensburg. Die gotischen Wandmalereien aus dem frühen 15. Jahrhundert sind kunsthistorisch bemerkenswert und in ihrem Umfang – mit Ausnahme der Filialkirche St. Peter und Paul in Berghofen – in einem weiten Umkreis einzigartig. Sankt Wolfgang ist ein amtlich benannter Ortsteil von Essenbach.

## Geschichte
Wegen seiner vorgeschobenen Position oberhalb des Isartals führte wohl schon im Mittelalter oder gar zur Römerzeit eine wichtige Straßenverbindung zwischen Regensburg und Salzburg über den Sankt-Wolfgangs-Berg. Der Legende nach soll der heilige Wolfgang, im späten 10. Jahrhundert Bischof und heute Diözesanpatron von Regensburg, auf seinen Reisen zum Kloster Mondsee im Salzkammergut hier Rast gemacht und einen Körperabdruck auf einem Stein hinterlassen haben. Aufgrund dieser Legende dürfte sich bald eine rege Wallfahrt nach Sankt Wolfgang entwickelt haben; auch die Lage der heutigen Kirche fernab jeder Bebauung deutet auf ihre Funktion als Wallfahrtskirche hin. So ist bereits im späten Mittelalter eine Wallfahrt der Landshuter Schneiderzunft belegt; bis heute hält die Pfarrei Essenbach jährliche Bittprozessionen zur St.-Wolfgangs-Kirche ab.
Im frühen 14. Jahrhundert wurde an der Stelle des heutigen Baus eine frühgotische Kapelle errichtet. Ob diese dem heutigen Chor der Wolfgangskirche entspricht, ist unklar. Noch im selben Jahrhundert dürfte das heutige Langhaus und eventuell der Chor neu erbaut worden sein. Die Kirche hatte, wie Bruchspuren an der Innenseite der Westfassade erkennen lassen, ursprünglich einen in das Schiff einspringenden Westturm. Dieser wurde wohl im späten 15. Jahrhundert durch einen größeren Turm über rechteckigem Grundriss ersetzt, der im Kern bis heute besteht. Der Turmaufsatz mit barocker Zwiebelhaube wurde gemäß einer Inschrift an der Südseite des Oberbaus im Jahr 1689 errichtet. In dieser Zeit wurde auch die Kirchenausstattung barockisiert; außerdem wurden eine bemalte Holzdecke und die Empore eingezogen sowie die benachbarte Klause errichtet. Es wurden massive Übermalungen der gotischen Fresken getätigt, welche um 1900 wieder freigelegt und zum Teil ergänzt wurden. Zur gleichen Zeit wurden die geschnitzten Tafelbilder der Seitenaltäre in die Pfarrkirche St. Peter nach Altheim verbracht, wo sie bis heute Teil der Seitenaltäre sind. Damals war Mariä Himmelfahrt in Essenbach mit St. Wolfgang noch Teil der Pfarrei Altheim; erst 1922 wurde Essenbach zur Pfarrei erhoben.
Im Jahr 1957 wurde eine vom Bezirk Niederbayern geförderte Renovierungsmaßnahme durchgeführt. Dabei wurden die Zwiebelhaube und das Kirchendach instand gesetzt und eine neue Holzdecke im Langhaus eingezogen. Im Jahr 1982 wurde ein erster Versuch der Mauertrocknung unternommen, der sich als nicht geglückt erwies. 1993 wurde der Barockaltar restauriert. Die größte Renovierungsmaßnahme in jüngerer Zeit fand in den Jahren 2001/02 statt: die Mauern wurden getrocknet und mit einem Sanierputz versehen, eine neue Drainage erstellt, der Dachstuhl instand gesetzt, eine neue Zwiebelhaube sowie ein neuer Glockenstuhl errichtet, die historische Malereien den Anforderungen entsprechend konserviert und die Kanzel restauriert.

## Architektur

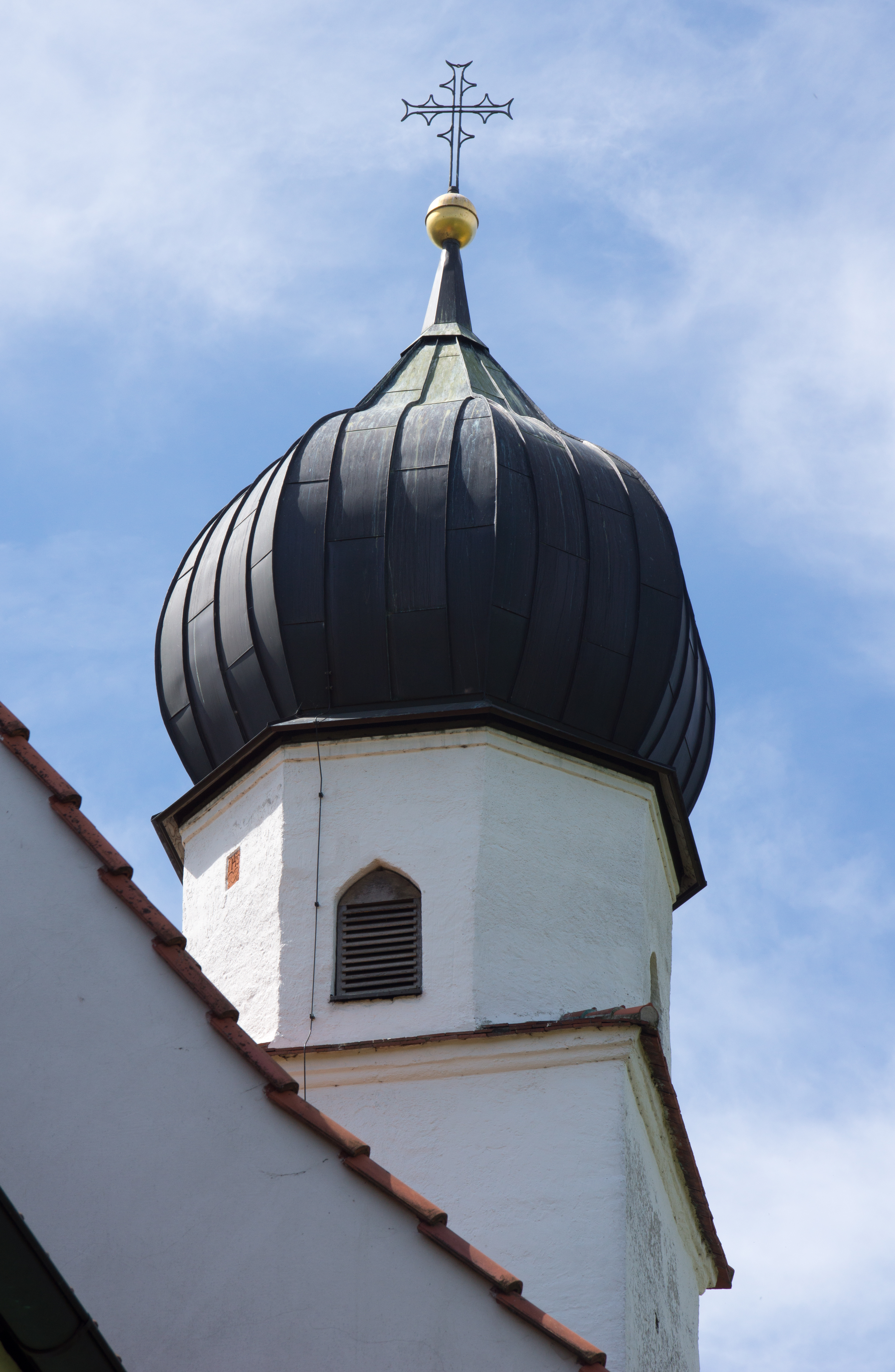
Turm der Wallfahrtskirche mit Zwiebelhaube

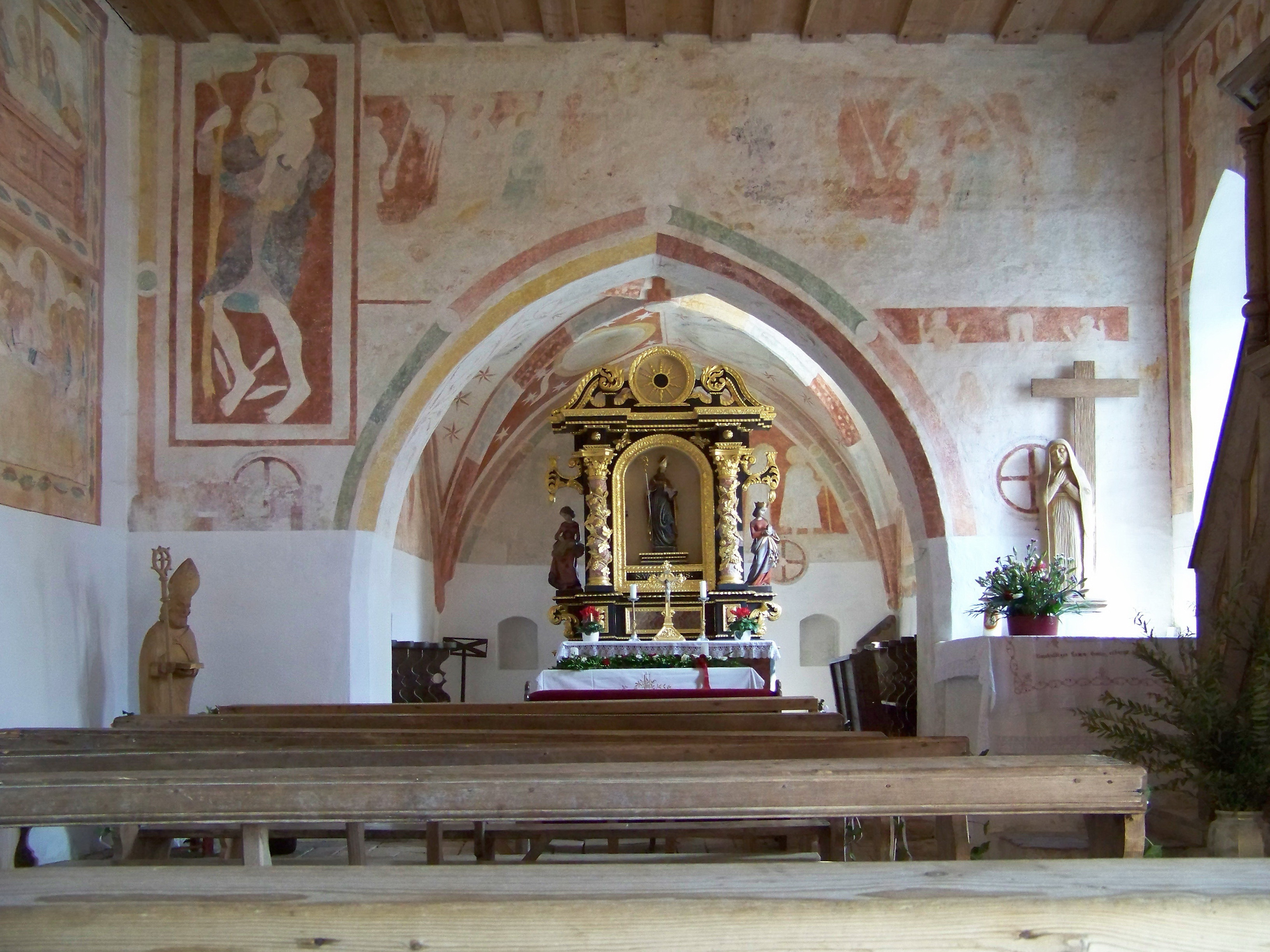
Innenansicht der Wallfahrtskirche

### Außenbau
Die Wolfgangskirche besteht aus drei Baukörpern (von Ost nach West): dem Chor über quadratischem Grundriss, dem Langhaus und dem rechteckigen Turm, die entsprechend der Geländeneigung in leicht ansteigender Form angeordnet sind. Chor und Langhaus sind jeweils mit einem Satteldach in etwa gleicher Neigung bedeckt. Während die Nordseite fensterlos ist, wird die Südwand, welche zugleich die Hofseite zur Klause hin bildet, von einem schlitzartigen gotischen Spitzbogenfenster, einem schmalen Rechteckfenster und einem Rundbogenfenster aufgelockert. Außerdem lässt sich im Mauerwerk der Südwand etwa auf halber Höhe eine vermauerte Türöffnung mit geradem Sturz erkennen, der frühere Zugang zur Kanzel. Dieser Kanzelaufstieg lässt sich beispielsweise anhand eines Votivbildes aus dem Jahr 1811 belegen; erst später dürfte also die Kanzelstiege innen entstanden sein.
Den westlichen Abschluss bildet der ausgeschiedene Turm über rechteckigem Grundriss. Der bis knapp über Firsthöhe reichende spätgotische Unterbau umfasst vier Geschosse, wobei das zweite und dritte mit teilweise gefasten Spitzbogenblenden verziert ist. Der 1689 aufgesetzte achteckige Aufsatz enthält den Glockenstuhl und weist nach vier Seiten hin spitzbogig veränderte Schallöffnungen auf. Auf der Südseite ist im Mauerwerk des Oberbaus ein Ziegel mit der Jahreszahl der Erbauung (1689) zu finden. Nach oben hin schließt der Turm mit einer kupferbedeckten Zwiebelhaube mit Kugel und Kreuz ab.

### Innenraum
Der Fußboden im Innenraum der Kirche orientiert sich am Niveau des Chorraumes. Deshalb sind an dem spitzbogigen Portal mit schmiedeeisernen Beschlägen, welches in das Erdgeschoss des Turmes führt, drei ausgetretene Ziegelstufen hinabzusteigen. Auch der Übergang vom Turm zum Schiff ist spitzbogig ausgeführt.
Der quadratische, einjochige Chorraum wird von einem gotischen Kreuzrippengewölbe mit Schildrippen überspannt. Dieses weist einen kräftigen, runden Schlussstein auf. Die Rippen sind im Querschnitt rechteckig und entspringen aus rechteckigen Eckpfeilern. Die Konsolen am Übergang zwischen den Wandpfeilern und den Rippen wurden abgeschlagen. Anstelle einer Sakristei sind in der Nord- und Südwand des Chorraum je eine, in der Ostwand zwei Nischen zur Aufbewahrung von liturgischen Geräten eingelassen. Der Chorbogen ist spitz und auf der Westseite gefast.
Das Langhaus besitzt eine flache Holzdecke und weist aufgrund des niedrigen Fußbodenniveaus eine große Raumhöhe auf. Die westliche Holzempore ruht auf einer schlanken Eichenholzsäule. Der Vorraum im Erdgeschoss des Turmes wird von einem sternförmig figurierten, spätgotischen Rippengewölbe mit spitzen Schildbögen und einem einfachen, runden Schlussstein überspannt, das auf gefasten Eckpfeilern ruht. Die birnstabförmigen Rippen entspringen aus Kopfkonsolen.

## Ausstattung

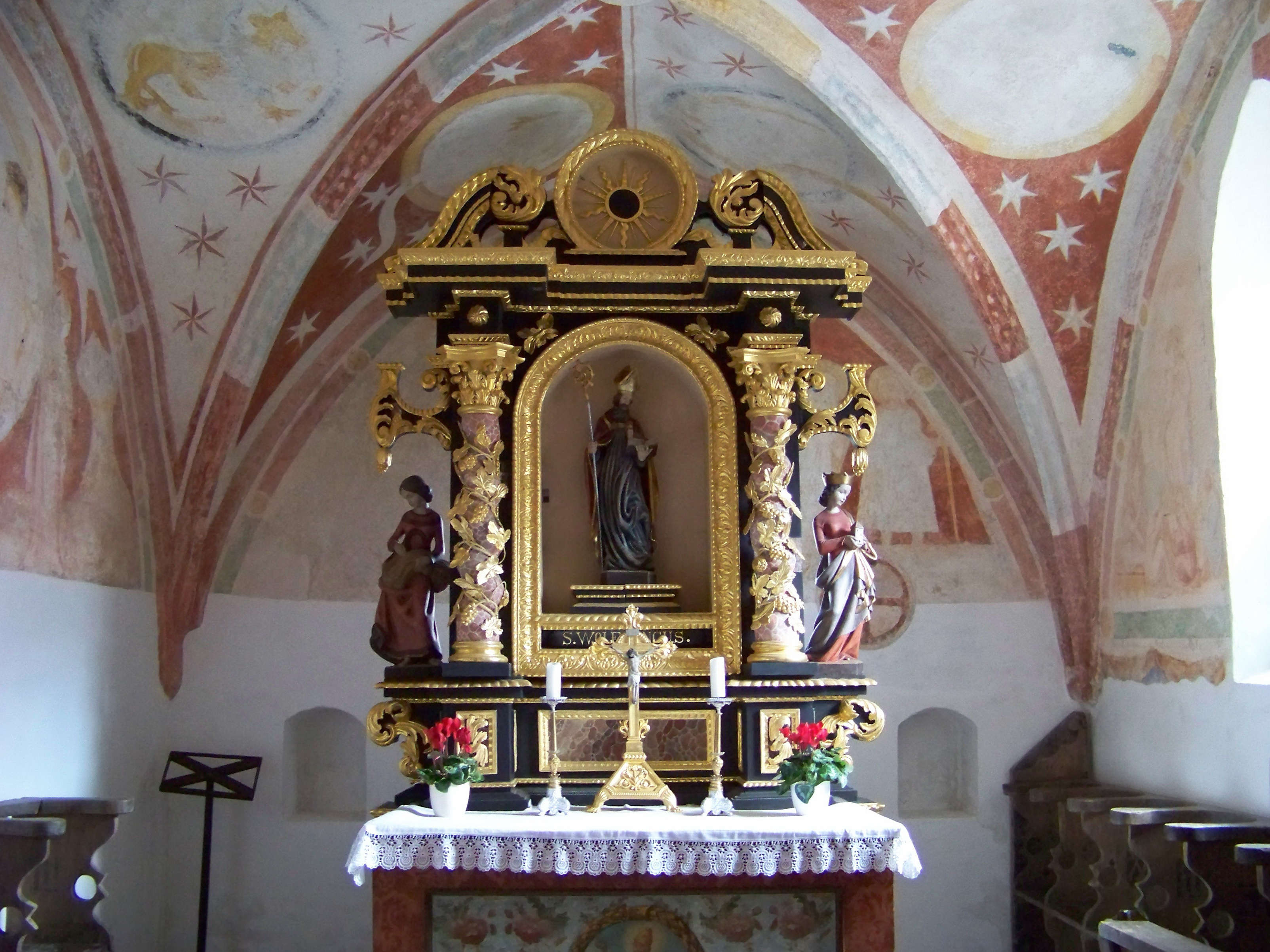
Barocker Hochaltar

### Einrichtung des Chorraums
Zu beiden Seiten des Altarraums ist spätgotisches Chorgestühl aus der Zeit um 1500 aufgestellt. Erkennbar an einem schwarz aufgemalten Wappen an einer der Bänke, wurde es von der Landshuter Schneiderzunft gestiftet. Der Hochaltar ist ein barocker Triumphbogen-Altar mit zwei marmorierten, gewundenen und von vergoldeten Weinreben umrankten Säulen. Dieser dürfte um die Mitte des 17. Jahrhunderts entstanden sein. Anstelle des Altarblatts befindet sich in der Mitte des anthrazitfarbenen Retabels eine sitzende Figur des heiligen Wolfgang, die etwa gleichzeitig mit dem Altar geschaffen wurde. Sie wird flankiert von den Seitenfiguren St. Notburga (links) und St. Barbara (rechts) – neuzeitliche Südtiroler Schnitzwerke, die anstelle gestohlener barocker Figuren der Heiligen Agnes und Katharina stehen. Alle drei Figuren werden nur zu den Gottesdiensten aufgestellt. Die Figur des heiligen Laurentius im Auszug ging ebenfalls bereits durch Diebstahl verloren.

### Einrichtung des Kirchenschiffs
Das barocke Gestühl ist von einfacher, aber solider Machart. Die ebenfalls barocke Kanzel dürfte gleichzeitig mit dem Hochaltar entstanden sein. Der polygonale Korpus mit Ecksäulchen ist an den Seiten mit Muschelwerk und Fruchtgehängen verziert. Auch die Nische in der Wand hinter der Kanzel stellt einen Beweis dar, dass diese früher von außen zugänglich war. Drei spätgotische Figuren der Heiligen Maria, Ulrich und Magdalena aus der Zeit um 1500 wurden ebenfalls entwendet. Die gotische Seitenaltäre wurden um 1900 entfernt und Teile davon für die neugotischen Seitenaltäre der Altheimer Pfarrkirche verwendet. Vom rechten Seitenaltar ist die Mensa erhalten, darüber eine moderne Figur der trauernden Maria unter dem Kreuz. Anstelle des linken Seitenaltares steht eine moderne Holzfigur des Kirchenpatrons Wolfgang.

### Gotische Fresken
An den Innenwänden von Chor und Schiff mit Ausnahme der Westwand haben sich gotische Fresken erhalten, die bereits vor 1425 entstanden sein müssen. Diese wurden im Zuge der Barockisierung übertüncht, bei einer Renovierungsmaßnahme um 1900 wieder freigelegt und teilweise nachgezeichnet und aufgefrischt. Teilweise wurden die Fresken jedoch durch neue Motive ersetzt, beispielsweise am Chorgewölbe, in der Laibung des Chorbogens und an der Chorbogenwand. Im Jahr 1957, bei einer vom Bezirk Niederbayern geförderten Restaurierung der Wolfgangskirche, wurden die zur Jahrhundertwende neue erstellten Fresken wieder entfernt und der historische Bestand an Fresken – so gut wie möglich – wiederhergestellt. In den Jahren 2001/02 wurden die historischen Motive konservatorisch gefestigt.
Entlang der bemalten Wände zieht sich im unteren Teil ein durchlaufender Sockelvorhang in Rot und Gelb, darüber – die Wände in der ganzen Höhe ausfüllend – einfach gehaltene figürliche Szenen und Einzelfiguren ohne Hintergrund in den warmen Tönen der Erdfarben. Ornamentales wurde nur sehr sparsam verwendet.

#### Chor
Am Chorgewölbe ist ein Sternenhimmel dargestellt, unterbrochen von acht kreisrunden Feldern, deren Inhalt jeweils stark verblasst ist. In vier der acht Felder sah man ursprünglich wohl die Evangelistensymbole, von denen der Löwe als Attribut des Markus noch am deutlichsten zu erkennen ist. Die restlichen vier Felder enthielten wohl Darstellungen von Engeln mit Spruchbändern, möglicherweise die Verkündigung an Maria. Der runde Schlussstein am Chorgewölbe dürfte ursprünglich Jesus Christus gezeigt haben; genau unter ihm steht der Priester bei der Heiligen Messe.
An den Innenwänden des Chores sind neben zwei Apostelkreuzen auch figürliche Szenen und Einzelfiguren erkennbar. Die Darstellung an der Südwand des Chores sind durch eine nachträglich ausgebrochene Fensteröffnung unterbrochen. Dargestellt ist der zwölfjährige Jesus lehrend im Tempel, der dabei auf einem erhöhten, thronartigen Stuhl sitzt, während die Gelehrten in hockener Stellung zu seinen Füßen gruppiert sind. Die übrigen Darstellungen zeigen wohl Maria und Josef auf dem Weg nach Bethlehem oder die Heilige Familie auf dem Rückkehr aus Ägypten sowie die Heimholung Jesu aus dem Tempel durch seine Eltern.
Gegenüber an der Nordwand erkennt man Darstellungen der Heiligen Wolfgang (links) und Valentin (rechts), stehend als Bischöfe. Hinter dem ersteren befinden zwei kniende, betende Pilger. Außerdem drei Heiligengestalten innerhalb einer Aureole zu sehen, möglicherweise eine frühe Darstellung der Heiligen Dreifaltigkeit oder der Krönung Mariens zur Himmelskönigin.
An der Ostwand, teilweise vom Hochaltar verdeckt, ist links die Heimsuchung Mariens zu sehen, deren Farben nahezu vollständig verblasst sind. Das Motiv ist heute nur noch anhand der Rötelzeichnung erkennbar. In der Mitte über dem kleinen Fenster ist ein rauchfassschwingender Engel dargestellt; die Fensterlaibung ist mit Rankwerk ausgefüllt. Rechts sind Maria und Josef auf der Wanderung dargestellt. Auch in der Chorbogenlaibung wurde bei der Freilegung der Fresken um 1900 Rankwerk festgestellt; in die noch erkennbaren Medaillons waren zuvor neugotische Heiligenbilder gemalt worden.

#### Langhaus
An der Chorbogenwand, der Ostwand des Langhauses, befindet sich links eine deutlich erkennbare Darstellung des heiligen Christophorus mit dem Jesuskind auf seinen Schultern. Über dem Chorbogen und rechts davon ist in nahezu verblassten Farben das Jüngste Gericht dargestellt. Oben sind Fanfarenröhren aus der himmlischen Höhe zu sehen, deren Töne rechts unten die Toten aus ihren Gräbern erwecken. Die zentrale Darstellung Christi als Richter, umgeben von Posaune blasenden Engeln und anbetenden Heiligen, ist kaum noch erkennbar.
An der Südwand des Langhauses ist ein großer Teil der Fresken durch Fenstereinbauten verlorengegangen; auch ist hier durch die Kanzel die Wandfläche verringert. Im oberen Bereich links und rechts der Kanzel sind mindestens fünf der zwölf Apostel mit ihren Attributen dargestellt, im unteren Bereich Reste zweier Szenen aus dem Leben des heiligen Wolfgang, die Enthauptung Johannes’ des Täufers und im rückwärtigen Bereich wieder eine überlebensgroße Darstellung des heiligen Christophorus.
Am besten sind die Fresken an der fensterlosen nördlichen Langhauswand erhalten, welche die gesamte Lebensgeschichte Jesu widerspiegeln. Wie an der gegenüberliegenden Wand sind auch hier die Bilder in zwei Reihen übereinander dargestellt; die Aufteilung der einzelnen Bildfeldern ist hier ungleich regelmäßiger. Alle Felder sind nahezu quadratisch mit einer Kantenlänge von rund 1,15 Meter. Beginnend mit dem vierten Bild von links sind in der unteren Reihe dargestellt (von links nach rechts): die Verkündigung an Maria, die Geburt Christi in der Krippe mit Ochs und Esel, die Anbetung durch die Heiligen Drei Könige, die Darstellung Jesu im Tempel, der Marientod im Kreise der zwölf Apostel mit dem über der Szene schwebenden Christus, der die als Kind dargestellte Seele Mariens aufnimmt. Die chronologische Reihenfolge der Bilder setzt sich in der oberen Reihe (von links nach rechts) fort: der Judaskuss, die Vorführung bei Pilatus, die Geißelung an der Geißelsäule, die Dornenkrönung und Verhöhnung durch die römischen Soldaten, die Kreuztragung, die Kreuzigung mit Maria und Johannes und die Grablegung. Die drei verbleibenden Bilder in der unteren Reihe (von links nach rechts) stellen dar: die Auferstehung, die Erscheinung Jesu vor den Frauen und schließlich die Himmelfahrt.

### Glocken
Die beiden historischen bienenkorbförmigen Glocken der Wolfgangskirche aus dem 14. Jahrhundert und von 1480 wurden im Zweiten Weltkrieg beschlagnahmt und eingeschmolzen. Nach dem Krieg wurden sie durch eine Stiftung zweier neuer Glocken ersetzt, die bis heute ausschließlich von Hand geläutet werden.

## Ensemble
Neben der Kirche befindet sich die Wallfahrtsklause im Stile eines alten Bauernhauses, die sonntags bewirtschaftet ist und als Begegnungsstätte der Pfarrei Essenbach dient. Der eingeschossige Blockbau aus dicken Holzbohlen wurde wohl im 17. oder 18. Jahrhundert errichtet. Das ehemals geschindelte Dach ist heute mit Ziegeln eingedeckt. Kirche und Klause sind von einer weiß gekalkten Kirchhofmauer umgeben, die ebenfalls aus dem 17. oder 18. Jahrhundert stammt.

## Sonstiges
Das Motiv der Wallfahrtskirche St. Wolfgang mit einem Sonnenblumenfeld in voller Blüte wird vom Landkreis Landshut als Imagebild verwendet. Die Landshuter Zeitung verwendet zur Kennzeichnung von Artikeln, die den gesamten Landkreis betreffen, eine zeichnerische Darstellung der Wolfgangskirche.